# Venda Nova do Imigrante
Venda Nova do Imigrante é um município brasileiro no interior do estado do Espírito Santo, Região Sudeste do país. Sua população estimada em 2018 era de 24 800 habitantes. Foi criado em 10 de maio de 1988, emancipando-se de Conceição do Castelo.

## História
Abandonadas com o fim da escravidão, grandes fazendas da região foram divididas em pequenas glebas e vendidas, a partir do final do século XIX e início do século XX, a algumas dezenas de famílias italianas. Assim como a maioria dos municípios da região serrana, Venda Nova foi colonizada por imigrantes italianos. Os primeiros desbravadores chegaram por volta de 1892, da província de Treviso. Três anos depois dezenas de famílias deixaram as terras onde haviam se instalado inicialmente e foram para o Alto Castelo, tomando posse das áreas loteadas pelo Governo. Parte desses imigrantes italianos também ajudaram a fundar o município de Afonso Cláudio em 1892.
A união da comunidade sempre foi um forte marco em Venda Nova. Os imigrantes se juntaram para construir escolas, igrejas e até uma usina geradora de energia elétrica, capaz de movimentar máquinas de beneficiamento de café e iluminar casas e demais prédios.
Até a década de 1940, todos os habitantes da localidade eram descendentes de italianos, e só falavam a língua vêneta, ou simplesmente vêneto, língua italiana da região de mesmo nome no Nordeste da Itália. Devido à altitude do município, a construção de estradas e as comunicações em geral eram difíceis. Em 1951, o início da abertura da BR-262, que liga Vitória a Belo Horizonte, trouxe enorme transformação. A rodovia corta a cidade de leste a oeste e durante muitos anos funcionou como sua principal avenida.
O agroturismo foi um grande fator para o desenvolvimento da região. As dificuldades de comunicação e transporte fizeram com que os italianos fabricassem vários produtos em casa, como queijo, pães, vinhos, biscoitos, doces, massas, aguardentes e moinho para milho e café.
Em 1991, os produtores se associaram ao Centro de Desenvolvimento Regional do Agroturismo, criando e organizando roteiros de visitação para os turistas e abrindo uma lojinha no centro da cidade. Atualmente, cerca de 80 produtores participam do Agroturismo, cada um com uma peculiaridade.
O nome de Venda Nova surgiu porque antigamente havia uma pequena mercearia, que era chamada simplesmente de venda. Essa mercearia foi reformada e ficou conhecida como venda nova, dando nome ao local. Como a cidade foi colonizada por imigrantes, com a emancipação, em 1988, foi adotado o nome de Venda Nova do Imigrante para evitar confusão com outras localidades brasileiras de mesmo nome.

## Geografia
De acordo com a divisão regional vigente desde 2017, instituída pelo IBGE, o município pertence às Regiões Geográficas Intermediária de Vitória e Imediata de Afonso Cláudio-Venda Nova do Imigrante-Santa Maria de Jetibá. Até então, com a vigência das divisões em microrregiões e mesorregiões, fazia parte da microrregião de Afonso Cláudio, que por sua vez estava incluída na mesorregião Central Espírito-Santense.
Devido à altitude e ao relevo acidentado, o município possui declividade acima de 30% em mais da metade de área, fato que contribui para os inúmeros pontos panorâmicos. A sede da cidade encontra-se a 730 metros de altitude, porém algumas localidades possuem altitudes maiores que 1.200 metros. O ponto culminante do município está a 1.548 metros. Venda Nova do Imigrante é considerada uma das mais elevadas cidades do Espírito Santo.
Os rios do município não possuem grandes extensões, mas por outro lado são encachoeirados com belas quedas d'água. Os principais rios são: o Viçosa e o Providência, ambos compondo as bacias dos rios Castelo e Itapemirim. A vegetação predominante é de Mata Atlântica. Em decorrência de correntes migratórias, parte da mata foi devastada para o desenvolvimento da agricultura, sendo que 30% dela encontra-se preservada e habitada por animais silvestres.

### Formação administrativa
Distrito criado com a denominação de Venda Nova, pela lei estadual nº 1909, de 06 de dezembro de 1963, subordinado ao município de Conceição Castelo.
Foi elevado à categoria de município com a denominação de Venda Nova do Imigrante, pela lei estadual nº 4069, de 06 de maio de 1988, desmembrado de Conceição do Castelo.
Pela lei municipal nº 16, de 09 de agosto de 1989, é criado o Distrito de São João de Viçosa e anexado ao Município de Venda Nova do Imigrante.
Em divisão territorial datada de 01 de junho de 1995, o município é constituído de dois distritos: Venda Nova do Imigrante e São João de Viçosa.
Pela lei municipal nº 489/2001, é criado o Distrito de Alto Caxixe e anexado ao Município de Venda Nova do Imigrante.
Em divisão territorial datada de 2003, o município é constituído de três distritos: Venda Nova do Imigrante, Alto Caxixe e São João de Viçosa, assim permanecendo em divisão territorial datada de 2005.

### Clima
Devido à sua posição geográfica, o município possui clima ameno (tropical de altitude), com duas estações: de maio a setembro (clima frio e seco) e de outubro a abril (clima ligeiramente quente e maior umidade), período este de maior índice de precipitação.
Segundo dados do Instituto Nacional de Meteorologia (INMET), referentes ao período de abril de 1976 a agosto de 1983 e 1986 a março de 2006, a menor temperatura registrada em Venda Nova do Imigrante foi de 2,6 °C em 1 de junho de 1979, e a maior atingiu 37 °C nos dias 11 de novembro de 1997 e 11 de fevereiro de 1998. De abril de 1976 a agosto de 1983 e fevereiro de 1992 a março de 2006, o maior acumulado de precipitação em 24 horas foi de 125 milímetros (mm) em 2 de janeiro de 1997. Outros grandes acumulados foram 125 mm em 8 de março de 2006, 112,4 mm em 22 de abril de 1983 e 106,4 mm em 24 de dezembro de 2003. Janeiro de 2003, com 516,2 mm, foi o mês de maior precipitação.
| Dados climatológicos para Venda Nova do Imigrante | Dados climatológicos para Venda Nova do Imigrante | Dados climatológicos para Venda Nova do Imigrante | Dados climatológicos para Venda Nova do Imigrante | Dados climatológicos para Venda Nova do Imigrante | Dados climatológicos para Venda Nova do Imigrante | Dados climatológicos para Venda Nova do Imigrante | Dados climatológicos para Venda Nova do Imigrante | Dados climatológicos para Venda Nova do Imigrante | Dados climatológicos para Venda Nova do Imigrante | Dados climatológicos para Venda Nova do Imigrante | Dados climatológicos para Venda Nova do Imigrante | Dados climatológicos para Venda Nova do Imigrante | Dados climatológicos para Venda Nova do Imigrante |
| Mês | Jan                                               | Fev                                               | Mar                                               | Abr                                               | Mai                                               | Jun                                               | Jul                                               | Ago                                               | Set                                               | Out                                               | Nov                                               | Dez                                               | Ano                                               |
| --- | ------------------------------------------------- | ------------------------------------------------- | ------------------------------------------------- | ------------------------------------------------- | ------------------------------------------------- | ------------------------------------------------- | ------------------------------------------------- | ------------------------------------------------- | ------------------------------------------------- | ------------------------------------------------- | ------------------------------------------------- | ------------------------------------------------- | ------------------------------------------------- |
| Temperatura máxima média (°C) | 29,6                                              | 30,2                                              | 28,6                                              | 27,2                                              | 25,2                                              | 24,4                                              | 23,9                                              | 24,7                                              | 25,1                                              | 26,9                                              | 27,1                                              | 28,6                                              | 26,8                                              |
| Temperatura mínima média (°C) | 17,4                                              | 17,3                                              | 17                                                | 15,8                                              | 13,5                                              | 11,6                                              | 10,9                                              | 11,2                                              | 13,3                                              | 14,8                                              | 16                                                | 16,9                                              | 14,6                                              |
| Temperatura mínima recorde (°C) | 9,9                                               | 10,5                                              | 11,9                                              | 9                                                 | 4,2                                               | 2,6                                               | 3,4                                               | 2,9                                               | 5,6                                               | 5,9                                               | 9,5                                               | 10,4                                              | 2,6                                               |
| Precipitação (mm) | 224,8                                             | 103,6                                             | 203,4                                             | 118,1                                             | 52,8                                              | 31,2                                              | 32,6                                              | 35,7                                              | 60                                                | 111,3                                             | 205,5                                             | 277,6                                             | 1 456,6                                           |
| Dias com precipitação (≥ 1 mm) | 12                                                | 9                                                 | 13                                                | 11                                                | 7                                                 | 5                                                 | 6                                                 | 6                                                 | 8                                                 | 10                                                | 15                                                | 16                                                | 118                                               |
| Umidade relativa compensada (%) | 77,6                                              | 76,4                                              | 79,7                                              | 82,1                                              | 84,2                                              | 84,9                                              | 84,9                                              | 82,7                                              | 82,5                                              | 80,4                                              | 81,3                                              | 79,9                                              | 81,4                                              |
| Insolação (h) | 170,1                                             | 177,1                                             | 155,8                                             | 159,2                                             | 161,4                                             | 169,7                                             | 172,3                                             | 174,6                                             | 134,6                                             | 140,2                                             | 121,2                                             | 125,7                                             | 1 861,9                                           |
| Fonte: Instituto Nacional de Meteorologia (INMET) (normal climatológica de 1981-2010; recordes de 01/04/1976 a 31/08/1983 e 01/01/1986 a 31/03/2006) |                                                   |                                                   |                                                   |                                                   |                                                   |                                                   |                                                   |                                                   |                                                   |                                                   |                                                   |                                                   |                                                   |

## Infraestrutura
Apesar do relevo acidentado, o município é bem servido por meios de ligação terrestre com estradas em excelente estado de conservação e uma malha distribuída por toda a extensão do município, sendo que os 9,5 km ligando a comunidade de São José do Alto Viçosa à BR-262 foram asfaltados (Rodovia dos Produtores). Além das vias vicinais, o município está ligado aos grandes centros pela Rodovia Presidente Costa e Silva (BR-262) - que corta a cidade ligando Venda Nova à Belo Horizonte e Vitória, acedendo à BR-101 - e pelas rodovias estaduais ES-166 Pedro Cola (Castelo) e ES-472 Francisco Vieira de Mello (Conceição do Castelo).
Há uma subestação da EDP Espírito Santo, responsável pelo fornecimento da energia para todo o município e outras partes da região.
O fornecimento de água tratada é de responsabilidade da CESAN, atendendo a sede e o distrito de São João de Viçosa, além de acompanhar o abastecimento nas comunidades rurais fiscalizando as nascentes e reservatórios, uma vez que 70% das propriedades rurais utilizam-se das nascentes. Cerca de 65% das propriedades possuem fossas sépticas e o município atingiu, em 1999, o índice de 100% de cobertura do saneamento básico nas áreas residenciais com a conclusão das Estações de Tratamento de Esgoto nas localidades de São João de Viçosa, Bicuíba, Camargo e Alto Caxixe, além da que já existe na Sede. O serviço de limpeza pública é diário; todo o lixo domiciliar recolhido é encaminhado para tratamento em aterro sanitário.

## Capital Nacional do Agroturismo
Venda Nova do Imigrante é referência em todo o País como o berço do Agroturismo, modalidade de turismo rural que associa a vivência do cotidiano agrícola ao lazer, à visitação e a valorização do meio ambiente. 
O título de Capital Nacional do Agroturismo foi conferido ao município inicialmente pela Abratur (Associação Brasileira de Turismo Rural), pelo pioneirismo da exploração da atividade, que teve início em 1987, quando a atividade nem tinha nome no Brasil. A denominação usada vem do italiano “agriturismo” e foi na Itália que os primeiros empreendedores buscaram informações para a prática.
Em 2023, por meio da Lei Federal nº. 14.636. de 25 de julho de 2023, o título de Capital Nacional do Agroturismo foi oficialmente conferido ao Município de Venda Nova do Imigrante, como forma de reconhecimento da consolidação do município como referência na exploração da atividade no Brasil, com envolvimento de 70 propriedades, com 300 famílias  e 1.500 pessoas diretamente atuantes.
Algumas iguarias encontradas durante as visitas às propriedades são o Socol (embutido bem condimentado) de carne de porco, o Limoncello (licor amarelo de limão siciliano), o queijo tipo Resteia (de textura macia e sabor adocicado), a Puína (ricota cremosa), a Grappa (destilado do bagaço de cana), a Caponata (antepasto preparado à base de berinjela). Outros produtos são café Arábica, cachaça, doces (em compota, cristalizados e cremosos), geleias, biscoitos, vinho, fubá de moinho de pedra, artesanatos e flores.

## Pontos turísticos
Festa da Polenta
O município de Venda Nova do Imigrante é nacionalmente conhecido pela forte influência da cultura dos ancestrais italianos, uma manifestação dessa influência pode ser vista na Festa da Polenta. A festa resgata a cultura italiana com atrações como danças, músicas e comidas típicas. Antes realizada sempre na segunda semana de outubro, durante três dias, cresceu a ponto de se expandir para dois finais de semana.
Casas coloniais
Venda Nova possui 17 casas do século XIX, feitas de estuque, assoalho de madeira, engradamento em palmito e telhado colonial. A casa dos Scabelo, construída em 1825, é a mais antiga do município.
Cachoeira de Alto Bananeiras
Cachoeira com sete quedas entremeadas na Mata Atlântica.
Acesso no km 106 da BR-262, mais 4,8 km de estrada.
Casa da Cultura
Possui museu com mais de 600 peças que contam a saga da colonização italiana em Venda Nova, iniciada em 1892.
Centro da cidade. Funciona de segunda a sexta, de 8 às 17h.
Alto Caxixe
A paisagem do lugar é encantadora, com vista para a pedra do Forno Grande, em Castelo e da Pedra Azul, em Domingos Martins. Esta região é a maior produtora de morango e hortaliças do Estado. No distrito acontece a Festa do Tomate, que é realizada pela Associação de Desenvolvimento Comunitário de Alto Caxixe, desde 1986.
Acesso no km 98,5 da BR-262.
Igreja de Pindobas
Esta foi a primeira igreja do município, e está bem conservada.
Acesso pela rodovia Pedro Cola, km 8, Pindobas.
Mirante da Torre de TV
Daqui pode-se ter uma visão panorâmica do Pico do Forno Grande, da Pedra Azul e de toda a cidade de Venda Nova do Imigrante. A rampa para asa delta e parapente abusa dos 1.189 metros de altura do morro. Leva ainda à Pedra do Rego, um dos pontos mais altos do município.
Acesso no km 106 da BR-262, mais 6,7 km de estrada.
Missa na Igreja de São Pedro
Após a missa das 9h, no domingo, cantarola italiana com um bom vinho.
Morro do Filleti
Com 1.110 metros de altura, este morro também possui rampa para decolagem de asa delta e parapente. O acesso é fácil para qualquer veículo e o local é apropriado para caminhadas. Entrada no km 99,2 da BR-262, a 6 km da sede.
Pedra do Jacetti
Mirante e rampa para decolagem de asa delta e parapente. A altura é de 1.211 metros. Próprio para caminhada ecológica.
Entrada no km 108 da BR-262.
Serra do Engano
Uma estrada sinuosa, com vista panorâmica, leva à cachoeira dos Barcelos e ao pico da Pedra do Garrafão, a 1.548 metros de altitude.
Vale de Lavrinhas, a 2 km da sede.